# Mirandoline

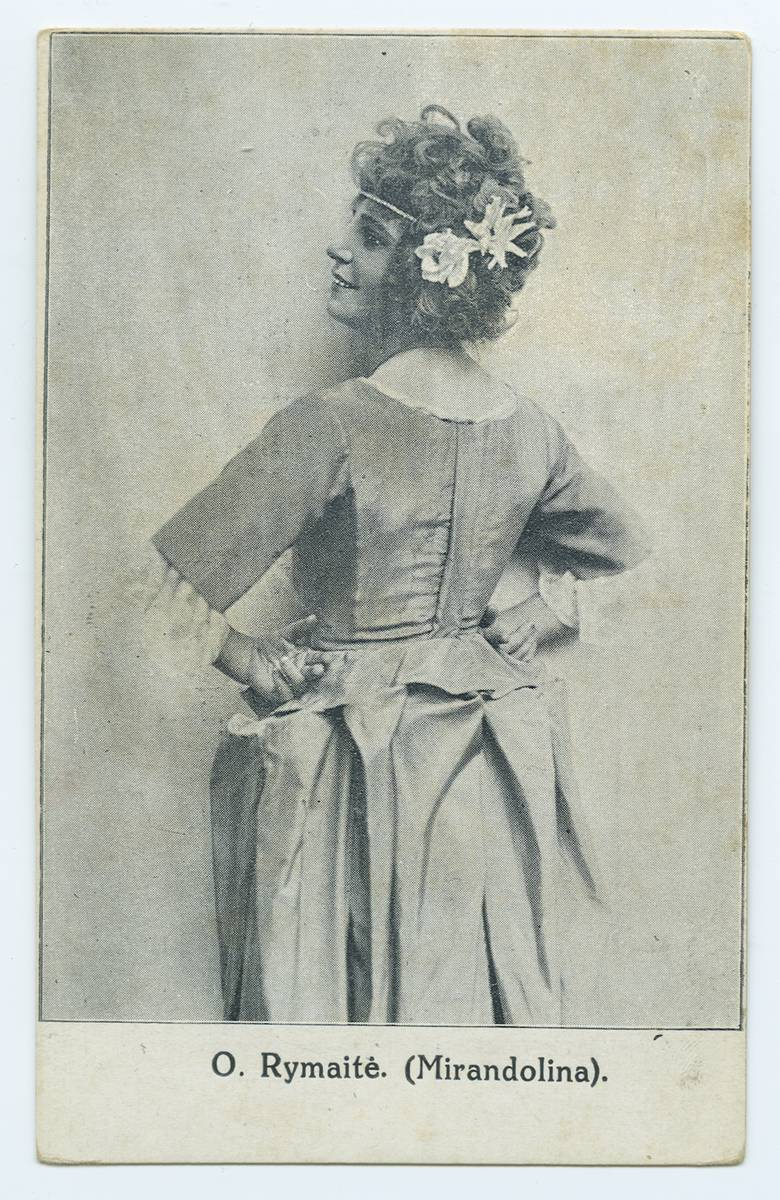
L'actrice Ona Rymaitė dans son costume de Mirandoline

Mirandoline (Mirandolina) est le personnage principal de La Locandiera, une pièce de théâtre de Carlo Goldoni écrite en 1752.
Comme le nom de l'œuvre l'indique, Mirandoline est une aubergiste qui se sert de l'art de la séduction afin de se moquer des hommes plutôt que d'en obtenir de l'argent : c'est vraiment par plaisir intellectuel qu'elle utilise son pouvoir de séduction.
Mirandoline est en réalité une excellente aubergiste occupée à faire fonctionner à la perfection son auberge avec l'aide de son domestique Fabrizio.

## Résumé de la pièce
L'histoire se déroule à Florence où Mirandoline gère une auberge qu'elle a héritée de son père. Elle gagne, sans même le vouloir, le cœur de tous ceux qui logent chez elle.
Des trois hommes qui vivent dans son auberge, deux sont amoureux d'elle et lui font la cour. Le troisième, bien au contraire, la traite grossièrement et se moque de ses camarades.